# Philippe Volter
Philippe Volter, né le 23 mars 1959 à Uccle et mort le 13 avril 2005 à Neuilly-sur-Marne, est un acteur belge.

## Biographie
Fils du metteur en scène Claude Volter et de la comédienne Jacqueline Bir, Philippe Volter a fait ses premiers pas sur une scène à quatre ans. Il étudie un temps au Conservatoire de Bruxelles.
Il reçoit l'Ève du Théâtre en 1984 pour ses rôles dans les pièces La Nuit juste avant les forêts, de Bernard-Marie Koltès, et Six personnages en quête d'auteur, de Luigi Pirandello. Il s'installe ensuite à Paris en 1985, où il fait carrière au cinéma, et tourne son premier film la même année.
Il joue en 1988 dans le film Le Maître de musique de Gérard Corbiau. « C’est justement dans le personnage de Jean, le jeune voyou sensibilisé au chant par le baryton José Van Dam, que Philippe Volter sera révélé au grand public et deviendra un des jeunes premiers les plus populaires du cinéma français. Il s'installe ensuite à Paris en 1985 ». En 2005 Gérard Corbiau dira de lui à propos de ce film : « Volter s’est investi à fond [...] Mais comme c’est quelqu’un de très entier, il s’est mis dans le film avec une volonté totale d’y être, une volonté parfois un peu dérangeante pour le metteur en scène ».
En 1989 il joue le « rôle de mari violent aux côtés de Béatrice Dalle dans Les Bois noirs de Jacques Deray », prestation qui lui vaut une nomination pour le César du Meilleur espoir en 1990,. 
En 1990, « Ses qualités de bretteur font merveille face à (la doublure de) Gérard Depardieu dans le Cyrano de Bergerac de Jean-Paul Rappeneau » selon La Libre.
Selon La Libre également : « il avait notamment été remarqué dans La Double vie de Véronique de Krzysztof Kieslowski et Le Maître de musique de Gérard Corbiau ».
« En 1991, il est également le héros de Simple Mortel, audacieuse incursion de Pierre Jolivet dans la Sience-fiction ».
Il tourne en 1997 La Nuit du destin d'Abdelkrim Bahloul, qui dira de lui en 2006 à propos de ce film : « Il n’a pas eu peur de plonger dans une histoire écrite par un algérien d’origine et parlant d’un sujet difficile qui risquait de hérisser les gens bien pensants. Sans lui, je n’aurais pas eu d’acteur, parce que j’avais fait le tour et tous avaient refusé [...]. Philippe Volter, lui, n’a vu que le rôle et que le jeu ».
« Au fil de la décennie, son physique se marque ; mélomane, il souffre de troubles de l'ouïe ».
Il joue au théâtre en 1999 Trahisons  de Harold Pinter, mise en scène David Leveaux, au Théâtre de l'Atelier. Selon Les Echos, « Philippe Volter, le mari, plus secret, intense, presque inquiétant ».
En 2002, après le décès de son père, il reprend la direction du théâtre bruxellois fondé par ce dernier, la Comédie Claude Volter. Il en démissionne deux ans plus tard, en juin 2004, à la suite d'un conflit avec le comédien Michel de Warzée qui co-dirige le théâtre avec lui. Ce dernier reste seul à la direction.
Philippe Volter réalise aussi des mises en scène. 
« C'est à la télévision qu'il trouvera ses rôles les plus marquants, travaillant sous la direction d'Yves Boisset, ou de Philippe de Broca dans Madame Sans-Gêne ».
Son dernier rôle au cinéma est en 2004 pour le film Les gens honnêtes vivent en France de Bob Decout.
Il rentre à Paris après cette expérience décevante à Bruxelles. Il entre en dépression. Ses ambitions d'évolution professionnelle ne se concrétisent pas. De plus, des difficultés personnelles pèsent sur son moral. Il se suicide en 2005 à son domicile près de Paris.

## Filmographie

### Cinéma

#### Longs métrages
- 1985 : De leeuw van Vlaanderen de Hugo Claus : Deschamps
- 1986 : Les Roses de Matmata de José Pinheiro : Max
- 1987 : Macbeth de Claude d’Anna : Macduff
- 1988 : Le Maître de musique de Gérard Corbiau : Jean Nilson
- 1988 : Issue de secours de Thierry Michel et Philippe Volter (film d’essai dont il est le seul interprète) : Alain
- 1989 : Les Bois noirs de Jacques Deray : Gustave
- 1990 : La Passion Van Gogh de Samy Pavel : Albert Aurier
- 1990 : Cyrano de Bergerac de Jean-Paul Rappeneau : Vicomte de Valvert
- 1990 : Trois années de Fabrice Cazeneuve : Constantin Biochon
- 1991 : La Double Vie de Véronique de Krzysztof Kieślowski : Alexandre Fabbri
- 1991 : Simple mortel de Pierre Jolivet : Stéphane
- 1992 : Aline de Carole Laganière : Michel
- 1993 : Abracadabra de Harry Cleven : Phil
- 1993 : Trois Couleurs : Bleu de Krzysztof Kieślowski : L'agent immobilier
- 1994 : L’Affaire de Sergio Gobbi : René Charlet (non-crédité)
- 1994 : Dernier stade de Christian Zerbib : Olivier Chardon
- 1997 : La Nuit du destin d'Abdelkrim Bahloul : Inspecteur Leclerc
- 1999 : Les Cinq Sens (The Five Senses) de Jeremy Podesva : Docteur Richard Jacob
- 2002 : Même Dieu est venu nous voir - (Y gospod slezeda ni vidi/Posseteni ot gospod) de Peter Popzlatev
- 2003 : Résistance de Todd Komarnicki : Henri Daussois
- 2004 : Les gens honnêtes vivent en France de Bob Decout : Bénolo

#### Courts métrages
- 1986 : Le Repli du temps de Gil Bauwens
- 1988 : 5150 de Yannick Saillet : Prisonnier musicien
- 1990 : Sirènes de Harry Cleven
- 1992 : Basse tension d'Yves Buclet
- 1993 : Le Concert de Samy Brunett

### Télévision
- 1989 : Nick chasseur de têtes de Jacques Doniol-Valcroze : Marc
- 1991 : La Femme des autres de Jean Marbœuf : Rocco
- 1992 : Les Amants du Tage de David Delrieux : Antoine Roubier
- 1992 : Papa et rien d'autre de Jacques Cortal : Thomas
- 1993 : Regards d'enfance d'Olivier Langlois : David
- 1995 : L’Affaire Dreyfus d'Yves Boisset : Mathieu Dreyfus
- 1995 : Charlotte dite 'Charlie' de Caroline Huppert : Serge
- 1995 : Une femme dans la tempête de Bertrand Van Effenterre : Serge
- 1995 : Tatort de Hans-Christoph Blumenberg : Vincent
- 1995 : Docteur Semmelweis de Roger Andrieux : Docteur Ignaz Philipp Semmelweis
- L'Histoire du samedi :
  - 1995 : Le Garçon sur la colline de Dominique Baron : Pierre Gravepierre
  - 1996 : Noces cruelles de Bertrand Van Effenterre : Daniel
  - 1997 : La Parenthèse de Jean-Louis Benoît : Thierry de Saint-Elme
  - 1997 : Vivre avec toi de Claude Goretta
- 1996 : Adorable petite bombe de Philippe Muyl : Gérard Brunner
- 1997 : Le Prix de l'espoir de Josée Yanne : Benjamin
- 1997 : Le Pantalon d'Yves Boisset : Lieutenant Guérin
- 1997 : À chacun son tour de Jean-Jacques Kahn : Jean Savoy
- 1998-1999 : Chercheur d'héritiers (série TV) : 
  - 1998 : Hélène ou Eugénie ? de Olivier Langlois
  - 1999 : Un frère à tout prix de Olivier Langlois
  - 1999 : Bonjour Philippine de Olivier Langlois
  - 1999 : Une carte postale de Rome de Williams Crépin
  - 1999 : La maison du pendu de Patrice Martineau
- 2002 : Madame Sans-Gêne de Philippe de Broca : Joseph Fouché
- 2002 : Napoléon d'Yves Simoneau : François Barras
- 2005 : L'Enfant de personne de Michaël Perrotta

## Théâtre
Liste non exhaustive
- 1963 :  Fantasio d’Alfred de Musset, mise en scène Henri Chanal
- 1981 : Têtes rondes têtes pointues  d'après Bertolt Brecht, mise en scène Philippe Van Kessel
- 1983 : La Ronde d'après Arthur Schnitzler, mise en scène Jacky Franquin
- 1983 : Six personnages en quête d'auteur, de Pirandello
- 1984 : La Nuit juste avant les forêts de Bernard-Marie Koltès[3]
- 1984 : Hamlet de William Shakespeare[3]
- 1987 : Le Mariage de Figaro de Beaumarchais, mise en scène par Jean-Pierre Vincent[3]
- 1988 : Nuit d’amour de Patrick Delperdange et Anita Van Belle, mise en scène Gabriel Garran, théâtre 13
- 1993 : La Plaie et le Couteau d’Enzo Cormann, mise en scène Hervé Tougeron
- 1999 : Trahisons d’Harold Pinter, mise en scène David Leveaux, théâtre de l’Atelier[8]

## Prix et distinctions
- 1984 : Ève du Théâtre[4]
- 1990 : Nomination César de la meilleure révélation masculine[2],[7] pour son rôle dans Les Bois noirs de Jacques Deray